# Вальдастіко
Вальдастіко (італ. Valdastico, вен. Valdastego) — муніципалітет в Італії, у регіоні Венето, провінція Віченца.
Вальдастіко розташоване на відстані близько 460 км на північ від Рима, 95 км на північний захід від Венеції, 40 км на північ від Віченци.
Населення — 1312 осіб (2014).

## Демографія
Населення за роками:

Станом на 1 січня 2023 року в муніципалітеті офіційно проживали 42 іноземці з 13 країн, серед них 9 громадян країн Євросоюзу та 4 громадяни України.

## Сусідні муніципалітети
- Арсьєро
- Коголло-дель-Ченджо
- Ластебассе
- Лузерна
- Педемонте
- Роана
- Ротцо
- Тонецца-дель-Чимоне